# محمد ناصر الحزمي
محمد ناصر الحزمي الأدريسي برلماني يمني، عضو في مجلس النواب، عن الدورة البرلمانية 2003-2009 والكتلة البرلمانية لنواب حزب التجمع اليمني للإصلاح عن الدائرة الانتخابية رقم (11) بأمانة العاصمة صنعاء.
بإتفاق سياسي تمددت فترة المجلس لمدة عامين وتمددت لمدة عامين آخرين حتى 2013 حسب إتفاق المبادرة الخليجية .